# Bob Scott (Rennfahrer)
Robert Franklin „Bob“ Scott (* 4. Oktober 1928 in Watsonville, Kalifornien; † 5. Juli 1954 in Darlington, South Carolina) war ein US-amerikanischer Autorennfahrer.

## Karriere
Scott startete zwischen 1951 und 1954 in 15 Rennen zur AAA-National-Serie. Seine besten Ergebnisse waren dabei zwei fünfte Plätze, die er 1953 nacheinander bei den Rennen in Sacramento und Phoenix erzielte. Beide Male fuhr er einen Nichels-Offenhauser.
Zu den 500 Meilen von Indianapolis hatte er sich 1952 und 1953 qualifiziert. Beide Male musste er früh aufgeben. 1953 übernahm er jedoch nach 71 Runden den Wagen des unter einem Hitzschlag leidenden Carl Scarborough, der später an den Folgen verstarb. Er fuhr das Fahrzeug noch auf den 12. Platz. 1954 war der Renntag fast ebenso heiß wie 1953. Scott hatte sich eigentlich nicht für das Rennen qualifiziert, er löste jedoch Linden und Elisian zeitweilig am Steuer ab. (Fahrerwechsel waren damals erlaubt). Da das Rennen von 1950 bis 1960 ein Wertungslauf der Formel-1-Weltmeisterschaft war, war Scott auch bei drei Weltmeisterschaftsläufen am Start. Punkte konnte er dabei  nicht erzielen.
Bob Scott verunglückte bei einem AAA-National-Rennen 1954 in Darlington tödlich.

## Statistik

### Indy-500-Ergebnisse
| Jahr | Startnr. | Start | Qual- (km/h) | Ergebnis | Runden | Führung | Ausfall                            |
| ---- | -------- | ----- | ------------ | -------- | ------ | ------- | ---------------------------------- |
| 1951 | 82       | DNQ   |              |          |        |         |                                    |
| 1952 | 93       | 25    | 215,552      | 29       | 49     | 0       | Antrieb                            |
| 1953 | 29       | 11    | 221,152      | 31       | 14     | 0       | Ölverlust                          |
| 1953 | 73       |       |              | 122      | 121    | 0       | fuhr Scarboroughs Wagen; Rd 71-190 |
| 1954 | 18       | DNQ   |              |          |        |         |                                    |
| 1954 | 21       | DNQ   |              |          |        |         |                                    |
| 1954 | 74       |       |              | 252      | 52     | 0       | fuhr Lindens Wagen; Rd. 87-138     |
| 1954 | 27       |       |              | 182      | 45     | 0       | fuhr Elisians Wagen; Rd. 149-193   |

| Legende  | Legende            | Legende                                                          |
| Farbe    | Abkürzung          | Bedeutung                                                        |
| -------- | ------------------ | ---------------------------------------------------------------- |
| Gold     | –                  | Sieg                                                             |
| Silber   | –                  | 2. Platz                                                         |
| Bronze   | –                  | 3. Platz                                                         |
| Grün     | –                  | Platzierung in den Punkten                                       |
| Blau     | –                  | Klassifiziert außerhalb der Punkteränge                          |
| Violett  | DNF                | Rennen nicht beendet (did not finish)                            |
| Violett  | NC                 | nicht klassifiziert (not classified)                             |
| Rot      | DNQ                | nicht qualifiziert (did not qualify)                             |
| Rot      | DNPQ               | in Vorqualifikation gescheitert (did not pre-qualify)            |
| Schwarz  | DSQ                | disqualifiziert (disqualified)                                   |
| Weiß     | DNS                | nicht am Start (did not start)                                   |
| Weiß     | WD                 | zurückgezogen (withdrawn)                                        |
| Hellblau | PO                 | nur am Training teilgenommen (practiced only)                    |
| Hellblau | TD                 | Freitags-Testfahrer (test driver)                                |
| ohne     | DNP                | nicht am Training teilgenommen (did not practice)                |
| ohne     | INJ                | verletzt oder krank (injured)                                    |
| ohne     | EX                 | ausgeschlossen (excluded)                                        |
| ohne     | DNA                | nicht erschienen (did not arrive)                                |
| ohne     | C                  | Rennen abgesagt (cancelled)                                      |
| ohne     | keine WM-Teilnahme |                                                                  |
| sonstige | P/fett             | Pole-Position                                                    |
| sonstige | 1/2/3/4/5/6/7/8    | Punktplatzierung im Sprint-/Qualifikationsrennen                 |
| sonstige | SR/kursiv          | Schnellste Rennrunde                                             |
| sonstige | *                  | nicht im Ziel, aufgrund der zurückgelegten Distanz aber gewertet |
| sonstige | ()                 | Streichresultate                                                 |
| sonstige | unterstrichen      | Führender in der Gesamtwertung                                   |